# Medborgarhuset

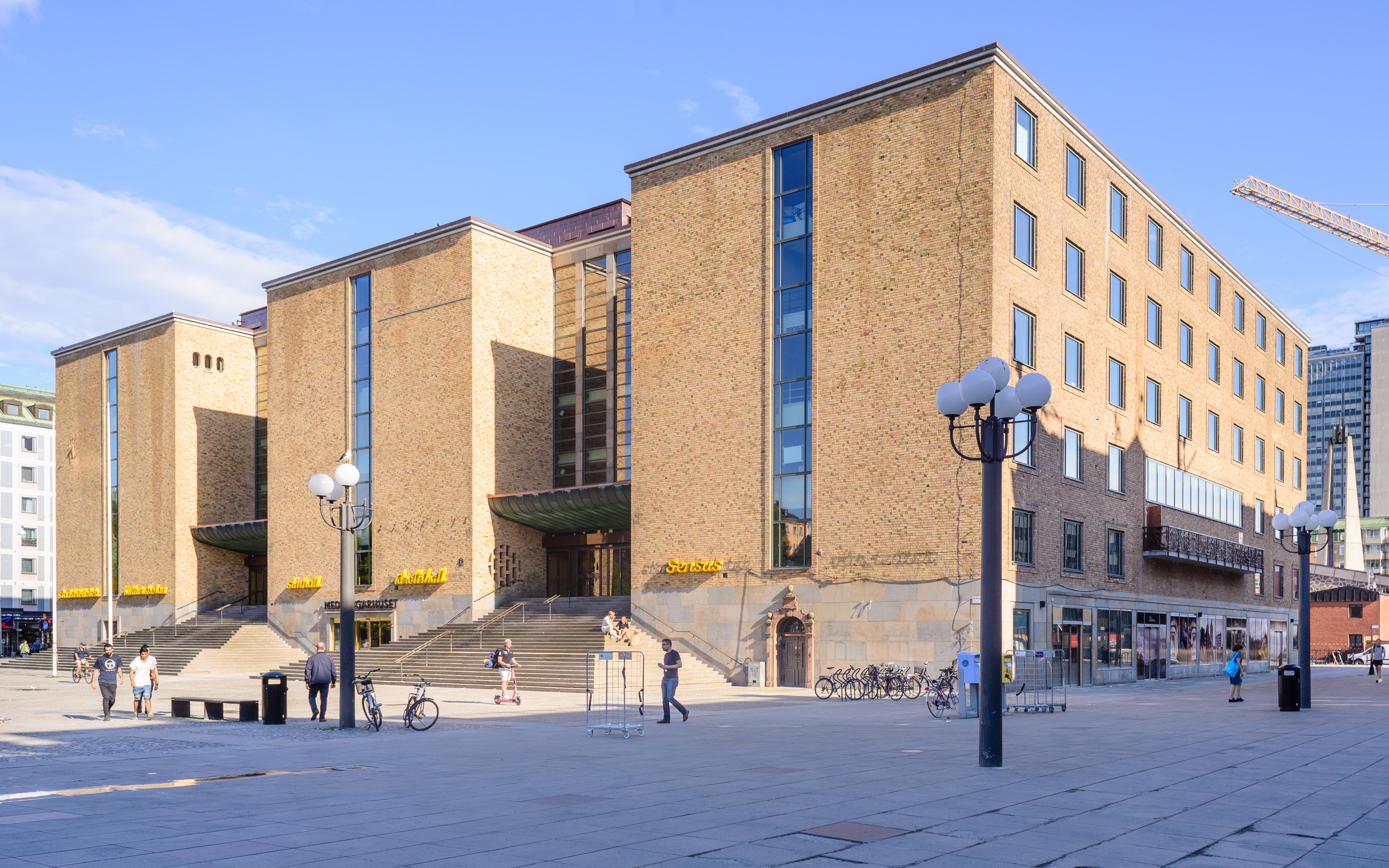
La Medborgarhuset sur la place Medborgarplatsen à Stockholm.

La Medborgarhuset est un immeuble du centre de Stockholm en Suède abritant entre autres un centre culturel, une bibliothèque publique et une piscine.
Inaugurée le 2 décembre 1939, elle est située place Medborgarplatsen et Folkungagatan 43-45 dans le quartier de Södermalm.

## Nom
Medborgarhuset (« la maison du citoyen » ou « des citoyens », de hus la « maison » et medborgare le « citoyen ») est un terme générique pour des lieux publics de type centre culturel en Suède, et on trouve des bâtiments appelés Medborgarhuset dans de nombreuses villes suédoises. La Medborgarhuset de Stockholm est aussi appelée Forsgrénska Medborgarhuset, en hommage à Carl Robert Forsgrén (1838-1901), un grossiste qui légua une partie de sa fortune à la ville. C'est avec cette donation que fut financée la construction du bâtiment.

## Histoire

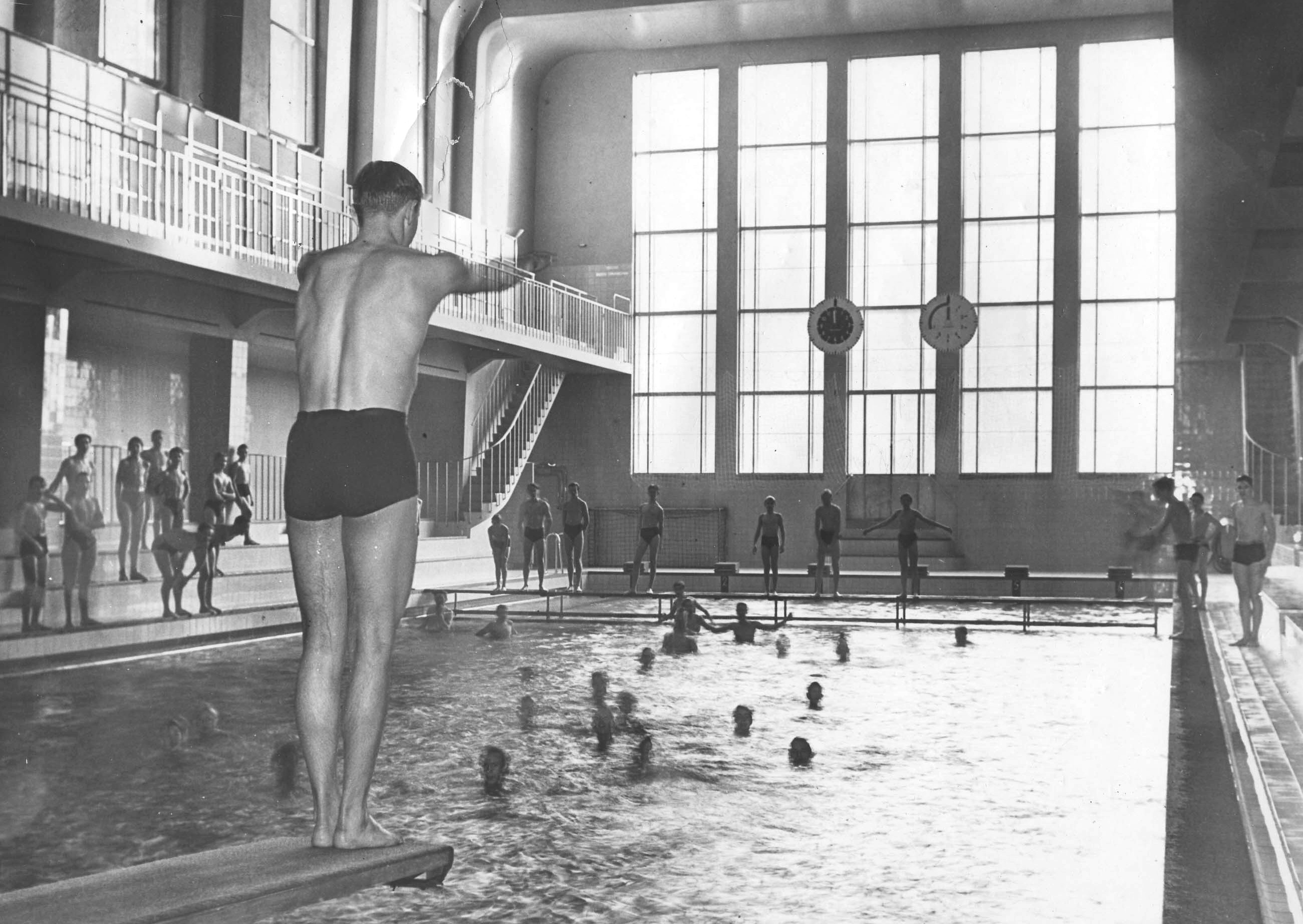
La piscine de la Medborgarhuset photographiée le 23 novembre 1939.

En 1930, la ville de Stockholm donne le coup d'envoi d'une compétition architecturale pour la construction d'un centre culturel à Södermalm. De nombreux défis sont à relever dans le cadre de ce concours : en plus de l'orientation plein nord, le bâtiment doit abriter des amphithéâtres, une bibliothèque, un gymnase et une piscine. C'est l'architecte Karl Martin Westerberg qui remporte le premier prix, avec un projet composé de trois corps de bâtiment et de deux escaliers monumentaux donnant sur la place Medborgarplatsen. La structure de l'édifice est en métal, et les façades de briques jaunes sont ajourées par des fenêtres regroupées en bandes verticales. À une époque où le fonctionnalisme a déjà fait sa percée dans l'architecture suédoise, la Medborgarhuset de Westerberg est vivement critiquée pour son classicisme, pour sa taille et pour l'ombre qu'elle projette sur la place. L'inauguration a lieu le 2 décembre 1939.
La piscine est agrémentée d'une baie presque entièrement vitrée côté sud. Appelée piscine de Forsgrén (suédois : Forsgrénska badet), elle se situe au centre du bâtiment et dispose de deux bassins : l'un long de 33 m et large de 12 m pour une profondeur de 4,5 m, et l'autre mesurant 12 x 5 m avec une profondeur de 60 cm. C'est l'une des piscines les plus populaires de Stockholm, avec 200 000 visiteurs en 1994.
Sur la façade est du bâtiment, qui donne sur la rue Götgatan, figure une horloge murale et un carillon formé de sept cloches de bronze qui chaque jour à midi font résonner une mélodie spécialement composée en 1940 par Ture Rangström.
Sur les marches de la Medborgarhuset se dresse un monument à la mémoire d'Anna Lindh, la ministre des Affaires étrangères suédoise assassinée le 10 septembre 2003. Il s'agit d'une structure en verre haute de trois mètres, sur laquelle on peut lire : « la ministre des Affaires étrangères Anna Lindh tint son dernier discours sur les marches de la Medborgarhuset le 9 septembre 2003 ». Œuvre de l'artiste suédois Leif Bolter, elle a été inaugurée le 9 septembre 2004.

## Salon de Ljunglöf
La Medborgarhuset abrite le salon de Ljunglöf (suédois : Ljunglöfska salongen), un ensemble d'intérieur remontant aux années 1880, avec plafond en stuc multicolore, panneaux muraux, mobilier de style néo-Louis XVI et fauteuils crapaud. De haute facture, ce salon est considéré comme un bon exemple d'idéal bourgeois de la fin du XIXe siècle.
Le salon se trouvait à l'origine aux numéros 42-44 de la rue Sveavägen, dans les appartements de Knut Ljunglöf (1833-1920), richissime fabricant de snus. Lorsqu'en 1938 le bâtiment est démoli pour laisser la place à un immeuble de bureaux (la Thulehuset), quelques pièces en sont recrées dans la Medborgarhuset, dans l'objectif d'en faire un musée. Seul le salon subsiste toutefois aujourd'hui. C'est le musée de la ville de Stockholm qui en a la charge.

## Galerie

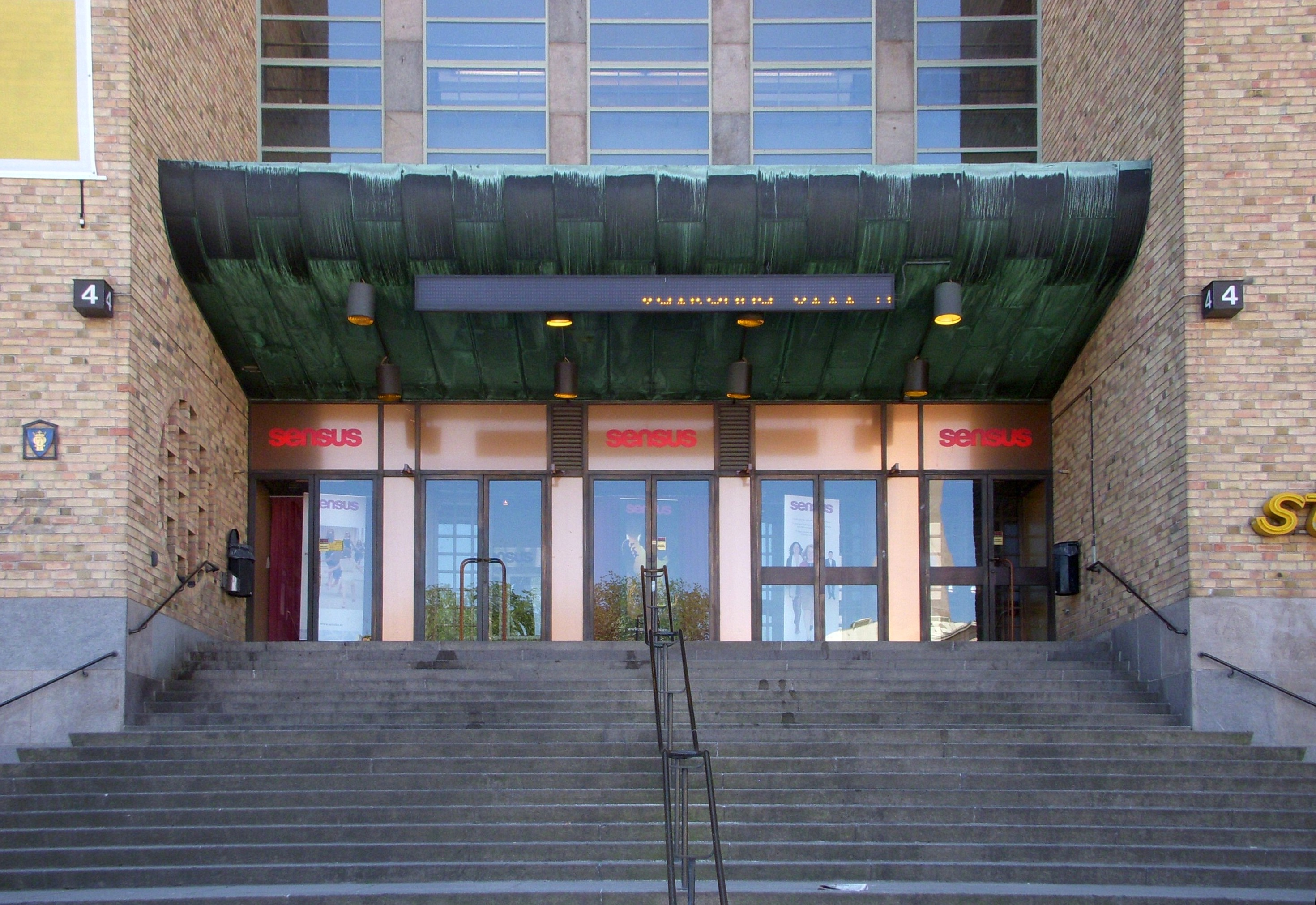
L'entrée principale côté ouest.
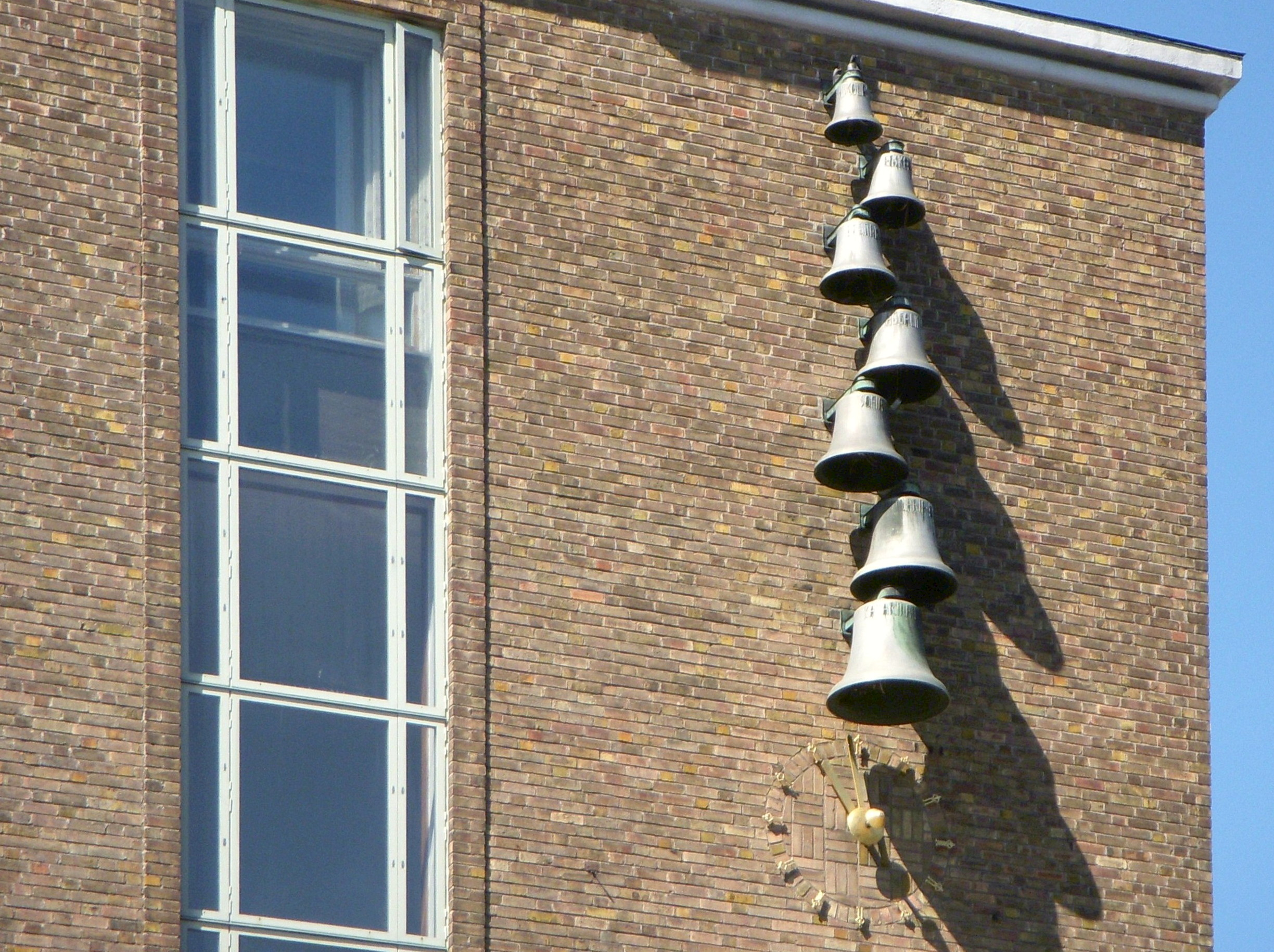
Le carillon.
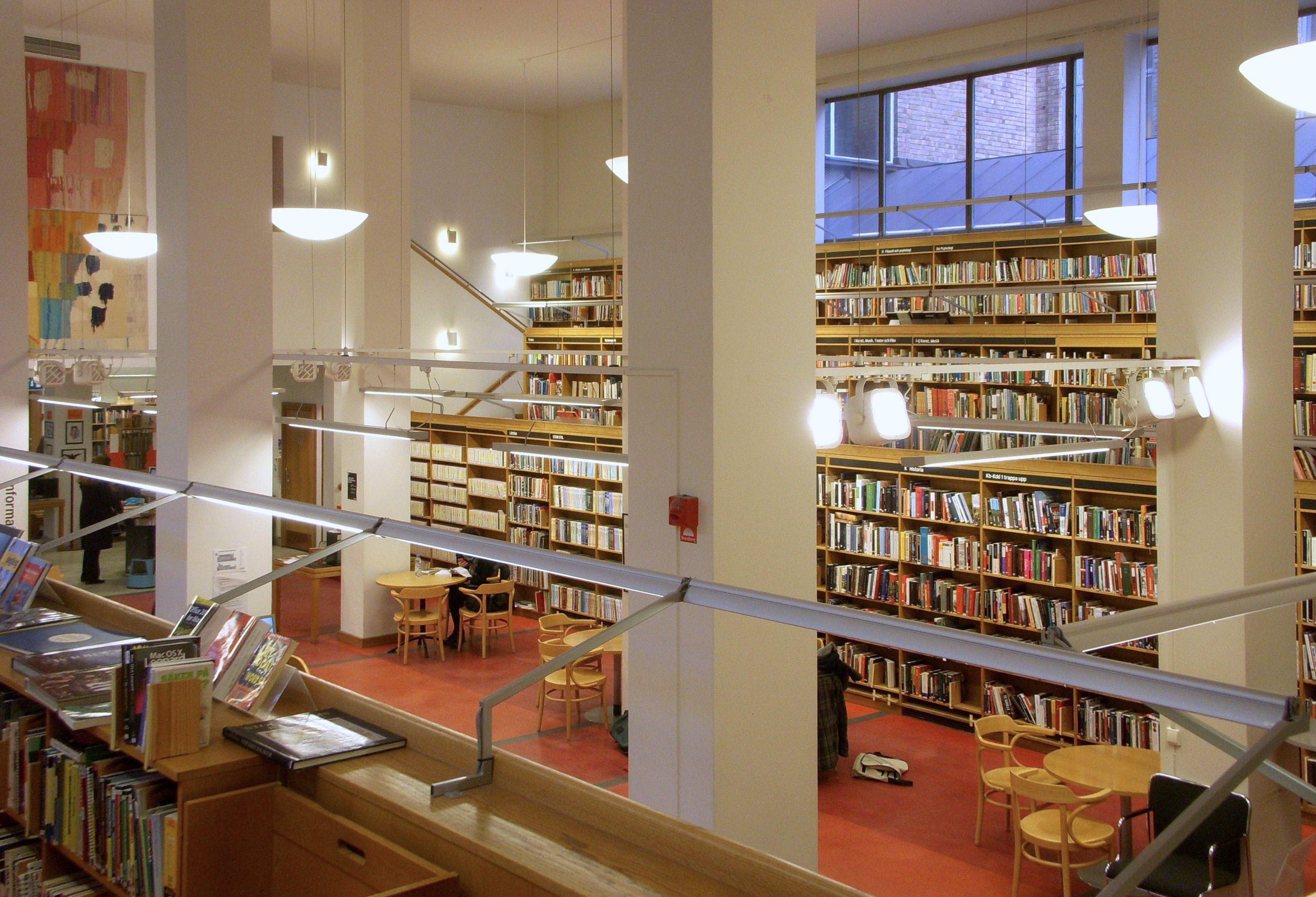
La bibliothèque.
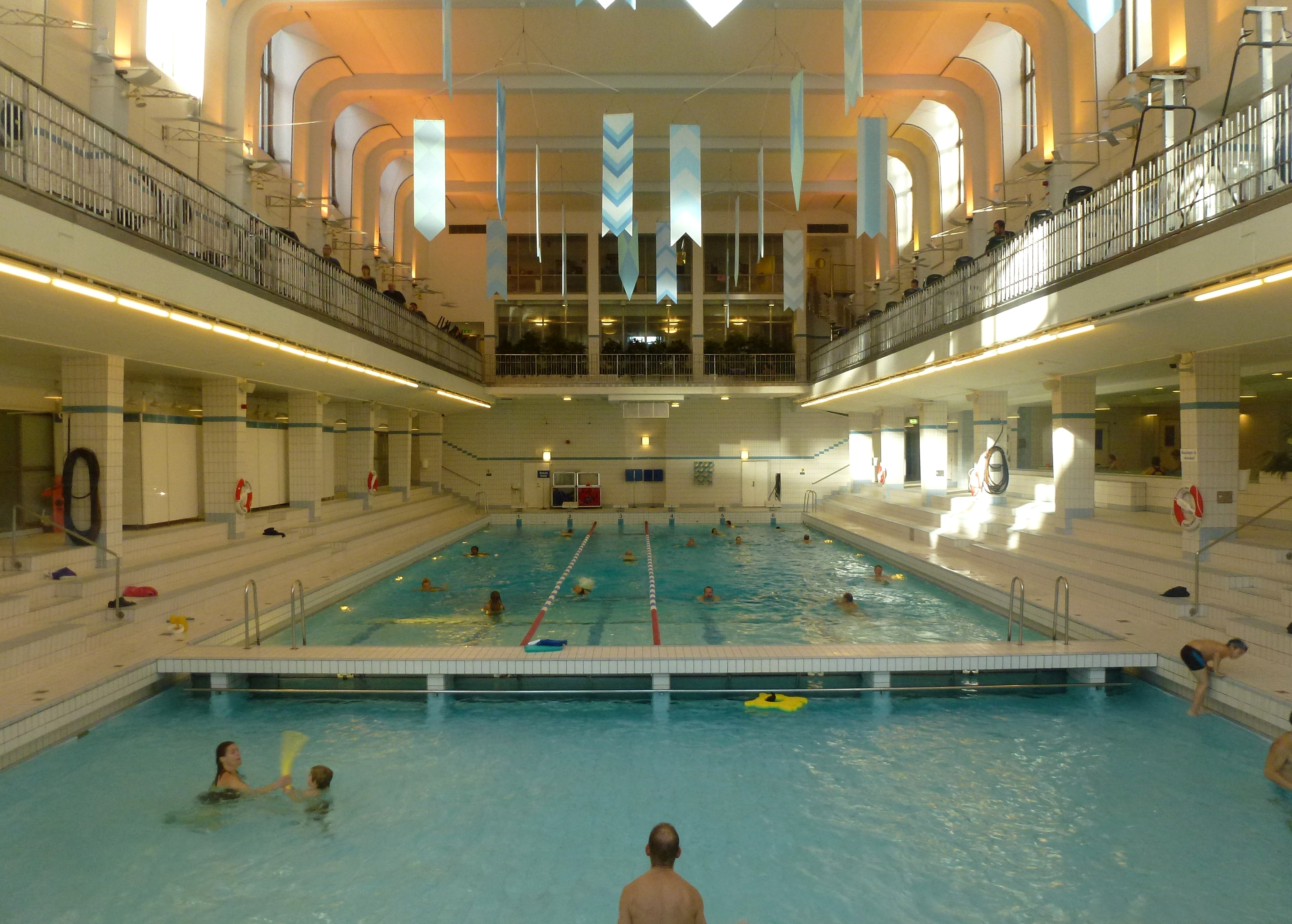
La piscine.

## Sources
- (sv) Cet article est partiellement ou en totalité issu de l’article de Wikipédia en suédois intitulé « Medborgarhuset, Stockholm » (voir la liste des auteurs).

- (sv) Cet article est partiellement ou en totalité issu de l’article de Wikipédia en suédois intitulé « Ljunglöfska salongen » (voir la liste des auteurs).

1. 1 2  (sv) Frans Lugmair. Medborgarhuset 70 år. Stockholmskällan.
2. ↑  (sv) A J Ture Rangström. Riksarkivet.
3. ↑  (sv) Erik Sidenbladh. Lindh-monument där hon talade sist. Svenska Dagbladet. 4 septembre 2004.